# 나성균
나성균(羅聖均, 1943년 9월 2일 ~ )은 대한민국의 성우, 배우이다. 1962년 연극배우 첫 데뷔 후 1964년 대전중앙라디오 특채 1기 성우 데뷔하였고 1967년 CBS 기독교방송 라디오 공채 8기 성우 이적 후 이듬해 1968년 MBC 문화방송 라디오 성우 공채 3기로 정식 데뷔하였으며 이후 백제예술대학교 명예교수로 임명되어 현재에 이르고 있다.

## 출연 작품(성우)

### 애니메이션
- 《신밧드의 모험》(KBS)
- 《유령대소동》(MBC)
- 《키다리아저씨》(MBC)
- 《지구로》(MBC) - 유니버셜 관제소 검사 요원장
- 《소공녀 세라》(MBC)
- 《슈퍼 특공대》(MBC) - 로빈
- 《들장미소녀 캔디》(MBC) - 테리(테리우스)
- 《마이티 마우스》(MBC)
- 《컴퓨터 형사 가제트》(MBC)
- 《마르코 폴로의 모험》(MBC)
- 《용감한 죠리》(MBC)
- 《요술천사 꽃분이》(MBC)

### 애니메이션 영화
- 《우주 불새》(MBC)

### 영화
- 《어머니 나를 다시 사랑해 주세요》(MBC)

## 출연 작품(배우)

### 방송
- 2016년 MBC 창사55주년 특별기획드라마 《옥중화》 ... 무명 소윤 대신 역
- 2013년 MBC 일일특별기획드라마 《구암 허준》 ... 정성필 역
- 2012년 MBC 월화특별기획드라마《마의》 ... 박병주 역
- 2012년 JTBC 특별기획드라마 《인수대비》 ... 윤사분 역
- 2010년 MBC 창사49주년 특별기획드라마 《동이》 ... 서인의 영수 정인국 역
- 2007년 MBC 창사46주년 특별기획드라마 《이산》 ... 홍인한 역
- 2005년 SBS 창사15주년 대하드라마 《서동요》 ... 김사흠 역
- 2005년 MBC 특별기획 주말드라마 《제5공화국》 ... 김계원 역
- 2003년 MBC 특별기획드라마 《대장금》 ... 윤영로의 숙부 윤막개 역
- 2002년 MBC 일요아침드라마 《사랑을 예약하세요》
- 2001년 MBC 월화드라마 《상도》 ... 김태출 역
- 2001년 MBC 창사40주년 특별기획드라마 《홍국영》 ... 홍낙춘 역
- 2000년 MBC 창사39주년 특별기획드라마 《황금시대》 ... 전당포 주인 역
- 2000년 KBS 수목드라마 《소설 목민심서》 ... 이안묵 역
- 2000년 MBC 창사기념 특별기획드라마 《허준》 ... 부산포 역
- 1998년 KBS 대하드라마 《왕과 비》 ... 황수신 역
- 1996년 SBS 창사6주년 특별기획드라마 《임꺽정》 ... 최가 역
- 1996년 KBS 수목드라마 《머나먼 나라》
- 1996년 KBS 대하드라마 《찬란한 여명》 ... 고무라 주타로 역
- 1995년~1996년 KBS 청소년드라마 《신세대 보고 - 어른들은 몰라요》
- 1995년 MBC 특별기획드라마 《제4공화국》 ... 양순직 역
- 1994년 KBS 일일연속극 《밥을 태우는 여자》
- 1993년 MBC 특별기획드라마 《제3공화국》 ... 박동진 역
- 1993년 KBS 설날특집극 《봉이전》 ... 평양이방 역
- 1990년 MBC 8.15 특집드라마 《반민특위》 ... 이원보 역
- 1990년 MBC 특별기획드라마 《조선왕조500년 대원군》 ... 하정일 역
- 1989년 MBC 특별기획드라마 《제2공화국》 ... 곽의영 역
- 1988년 MBC 특별기획드라마 《조선왕조500년 한중록》 ... 김수완 역
- 1988년 MBC 특별기획드라마 《조선왕조500년 인현왕후》 ... 박찬영 역
- 1986년 MBC 일요아침드라마 《한지붕 세가족》
- 1984년 MBC 한국인 재발견 시리즈 제5화 《추사 김정희》 ... 선비 역
- 1984년 MBC 특별기획드라마 《조선왕조500년 설중매》 ... 전균 역
- 1983년 MBC 특별기획드라마 《조선왕조500년 추동궁 마마》 ... 송거신 역
- 1981년 MBC 특별기획드라마 《제1공화국》
- 1980년 MBC 주말연속극 《산이 되고 강이 되고》

### 영화
- 1986년 《달빛타기》

### CF
- 2001년 《댄트롤 닥터》 - 이병헌이 주연한 CF에 조연